# Bulwary wiślane w Krakowie

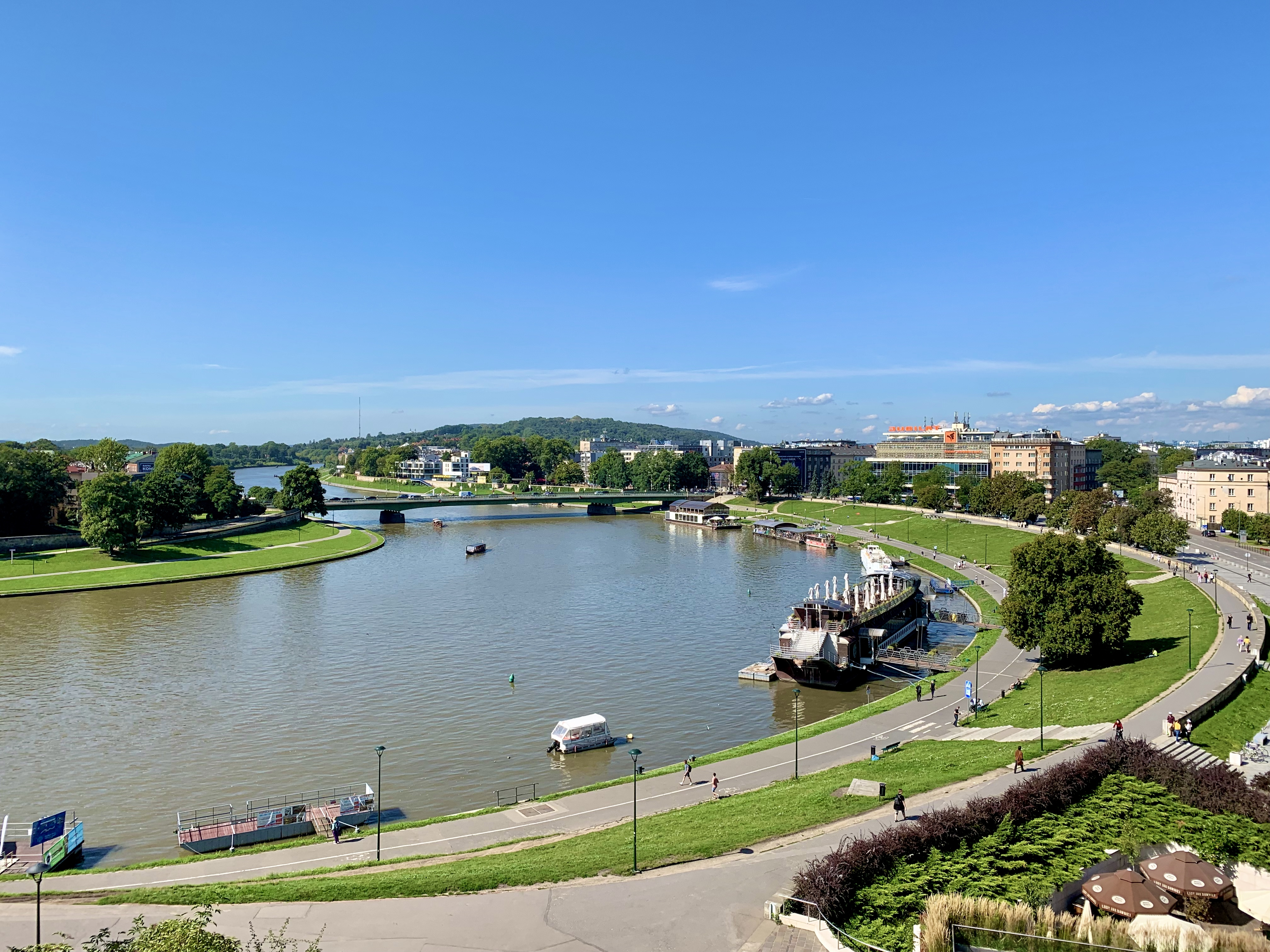
Bulwar Czerwieński widziany z Wawelu w stronę mostu Dębnickiego

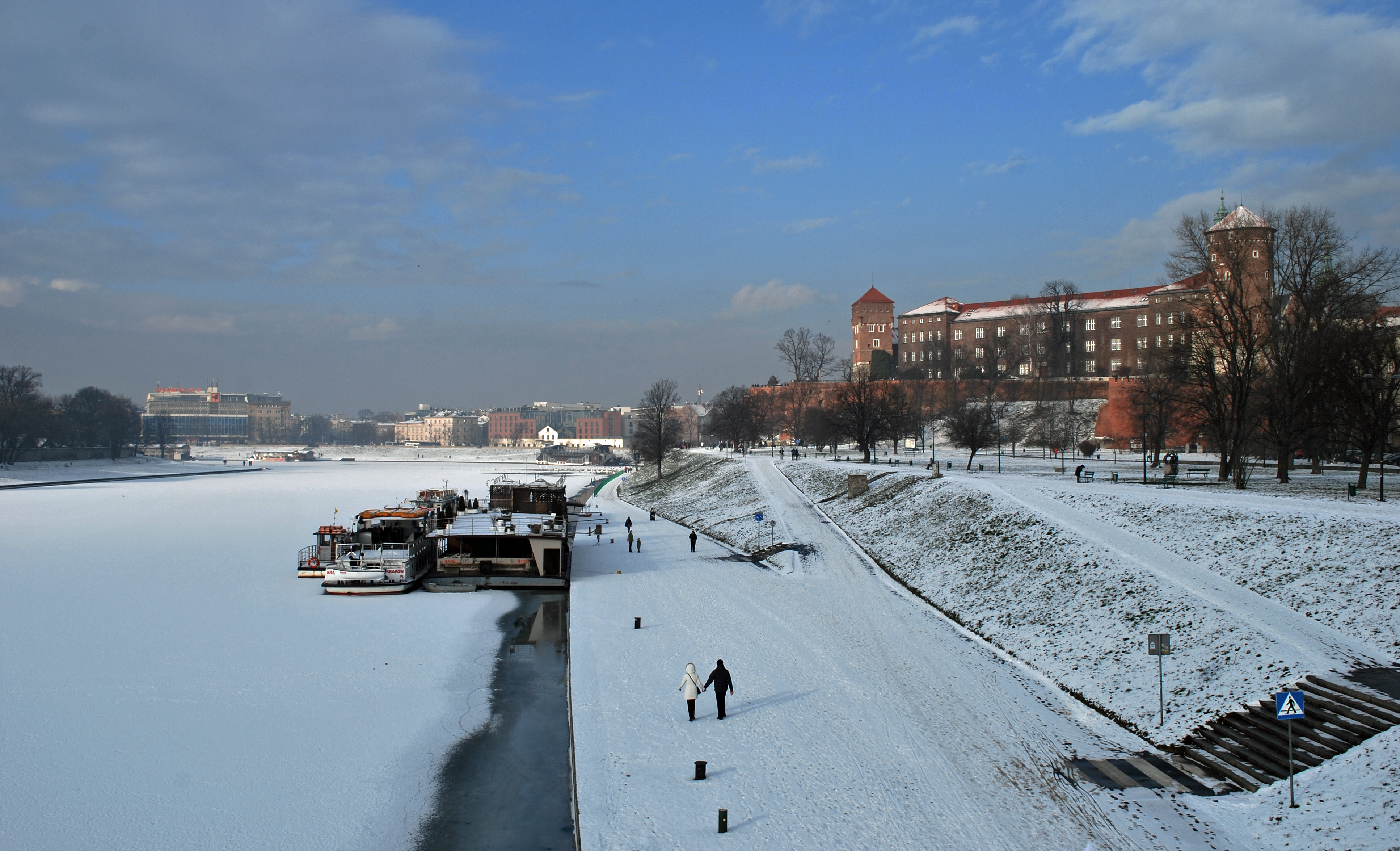
Widok na bulwary z mostu Grunwaldzkiego zimą. Po prawej bulwar Czerwieński, drugi brzeg to bulwar Poleski

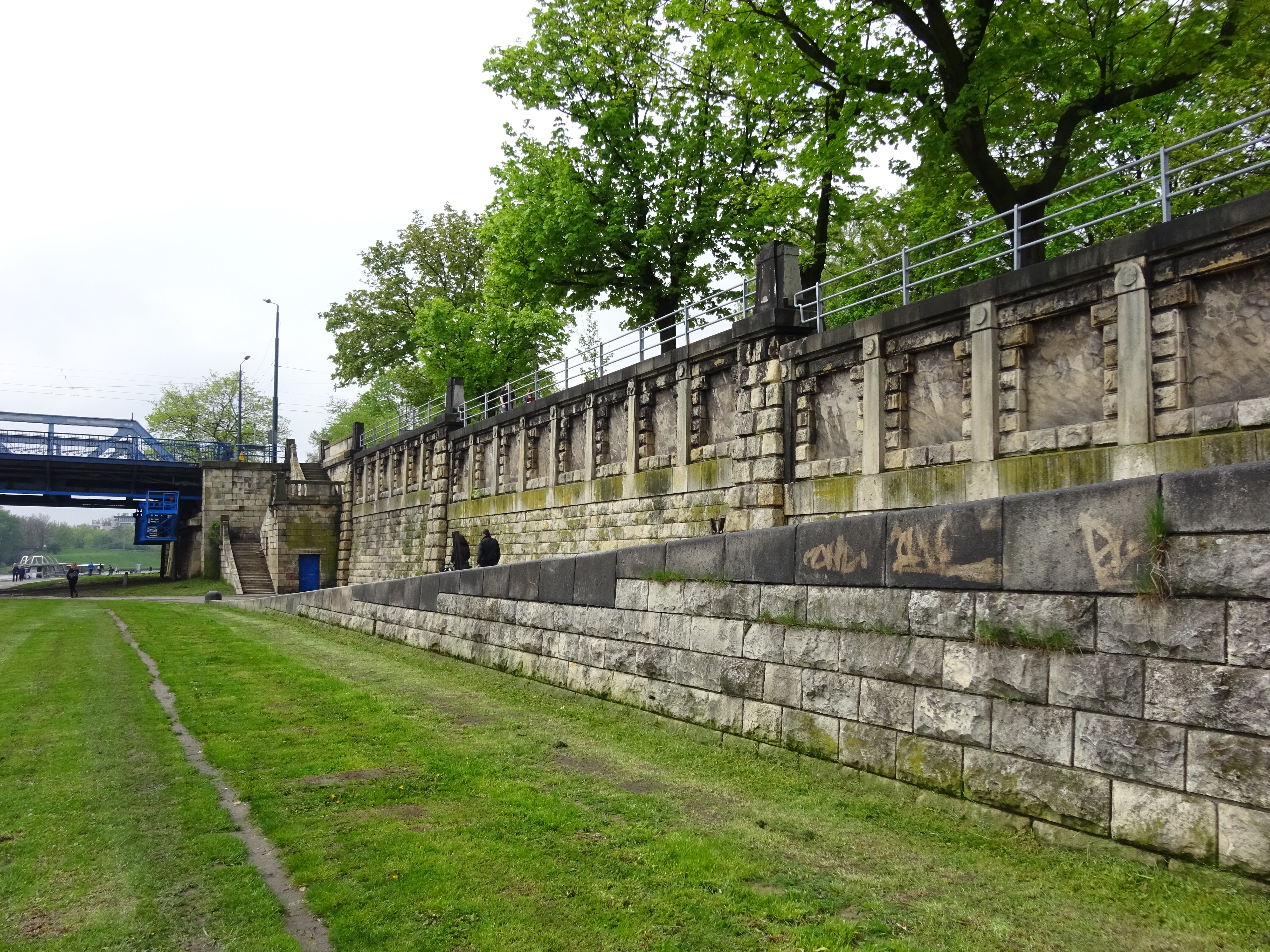
Zdobione górne mury oporowe na bulwarach wiślanych

Bulwary wiślane w Krakowie – zabytkowe budowle hydrotechniczne o funkcji przeciwpowodziowej w Krakowie wzdłuż Wisły, pierwotnie przewidywane również do funkcji pomocniczych nabrzeży portowych. Składają się głównie z murów oporowych (górnego, wysokiego, oraz dolnego, ujmującego koryto rzeki i tworzącego nabrzeże przeładunkowe). W linii górnych murów znajdują się murowane schody terenowe dla pieszych oraz brukowane pochylnie do komunikacji kołowej; bocznice kolejowe na poziomie dolnym nie zachowały się. Zespół XIX- i XX-wiecznych bulwarów oraz wałów w granicach Krakowa pełni skutecznie funkcję zabezpieczenia przed powodzią, co wykazały doświadczenia wielkich powodzi, między innymi w 1970, 1997 i 2010 roku.
Bulwary wraz z przyległymi fragmentami wałów Wisły, a także Rudawy, wtórnie uzyskały funkcję i status obszarów parkowych, stanowiąc obecnie popularne miejsce rekreacyjno-wypoczynkowe dla krakowian i turystów. Prowadzą nimi alejki spacerowe i drogi rowerowe.
Bulwary wiślane stanowią obiekt techniki urbanistycznej na trasie Krakowskiego Szlaku Techniki utworzonego 6 kwietnia 2006. Prowadzi nimi także rekreacyjna Wiślana Trasa Rowerowa – część europejskiej drogi rowerowej EuroVelo 4.
W 2009 uruchomiono w mieście tramwaj wodny, którego przystanki znajdują się, między innymi, przy bulwarach: Rodła („Flisacka”), Czerwieńskim („Most Dębnicki”), Inflanckim („Paulińska”) i Wołyńskim („Most Grunwaldzki”).

## Historia
Przebieg głównego koryta Wisły na obszarze Starego Miasta wielokrotnie zmieniano. Do XIII wieku rzeka płynęła dzisiejszym korytem, jednak na krótko po lokacji miasta w 1257, celem przybliżenia rzeki do wytyczonego wówczas centrum miasta, postanowiono wybudować zaporę między Skałką a Dębnikami. Odcięte w ten sposób koryto, zasilane wodami Wilgi, po powstaniu miasta Kazimierza w 1335 nazwano Zakazimierką. Główny nurt Wisły natomiast skierowany został za Wawelem na wschód. Nad płynącą tamtędy Wisłą przerzucono most Królewski na Stradomiu i most kolejowy w Grzegórzkach.
Koryto to, zwane wówczas Starą Wisłą, zostało zasypane w latach 1878–1880. Na jego miejscu utworzono dzisiejsze planty dietlowskie i aleję Daszyńskiego (wbrew nazwie, Wisła nie płynęła wzdłuż dzisiejszej ulicy Starowiślnej). Umożliwiło to uregulowanie rzeki w jej współczesnym korycie w latach 1905–1909 i urządzenie bulwarów wiślanych. Oddanie do użytku Stopnia Wodnego Dąbie w 1961 (w ramach budowy Drogi Wodnej Górnej Wisły) podniosło lustro wody w centrum Krakowa, wzbogacając walory krajobrazowe rzeki i zwiększając atrakcyjność bulwarów.
Na obszarze bulwaru Czerwieńskiego, w miejscu dzisiejszej ulicy Retoryka, do Wisły uchodziła Rudawa. Jej koryto zasypano w latach 1903–1912, kierując ją przekopem do współczesnego ujścia przed bulwarem Rodła.
W 1991 zniesiono dawne nazwy bulwarów Zyblikiewicza, Drobnera i Sakiewicza, dzieląc je według podziału na dzielnice: Stare Miasto, Zwierzyniec, Podgórze i Dębniki i nadając im nowe nazwy.
Nazwy bulwarów (zgodnie z biegiem Wisły) przedstawiają się następująco:
- na lewym brzegu: bulwar Rodła, bulwar Czerwieński, bulwar Inflancki, bulwar Kurlandzki
- na prawym brzegu: bulwar Tyniecki, bulwar Poleski, bulwar Wołyński, bulwar Podolski, bulwar Lotników Alianckich.

## Zabudowa
Bulwary poniżej zostały wymienione w kolejności od góry rzeki:

### Brzeg lewy

#### Bulwar Rodła

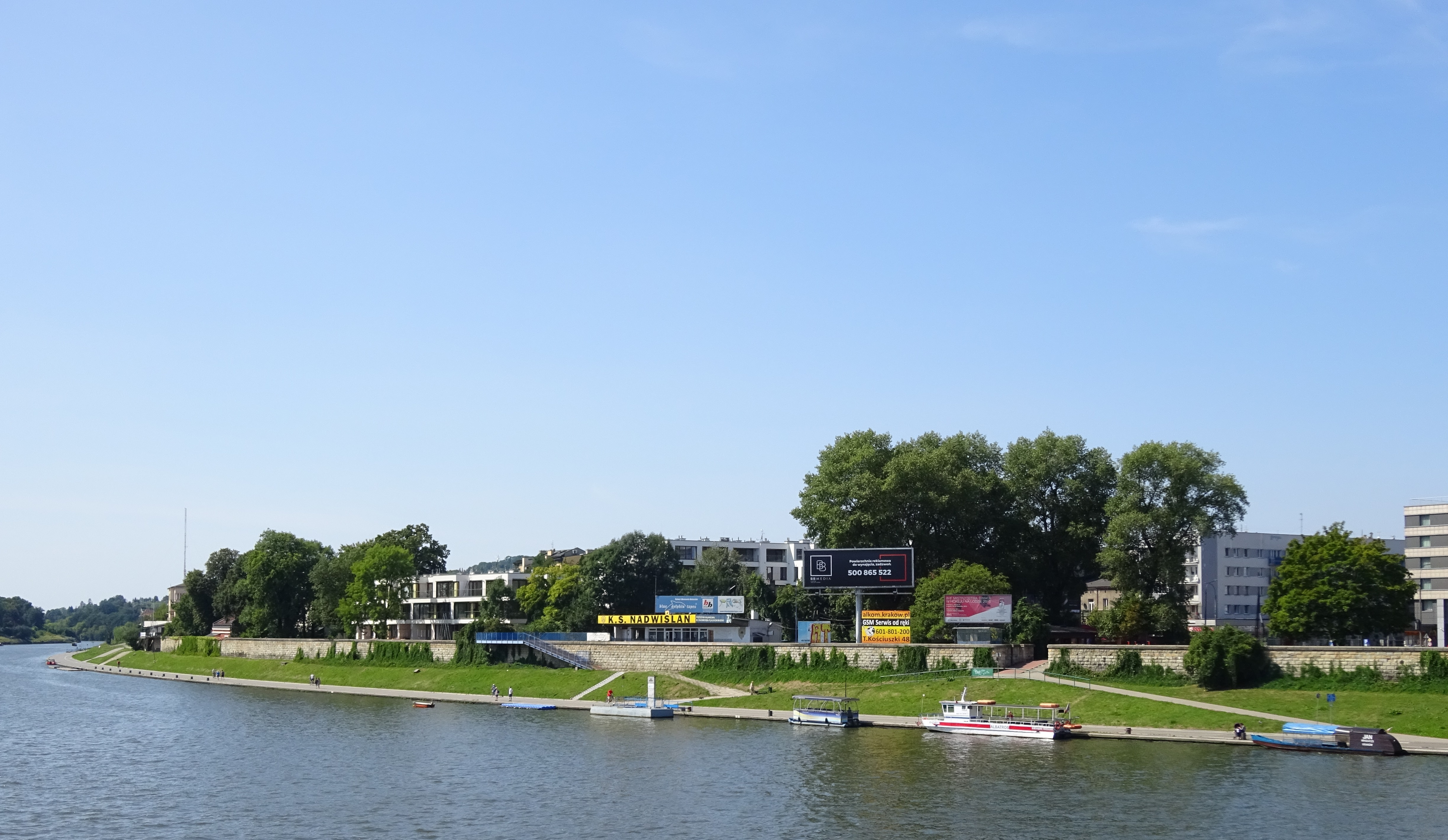
Bulwar Rodła widziany z mostu Dębnickiego

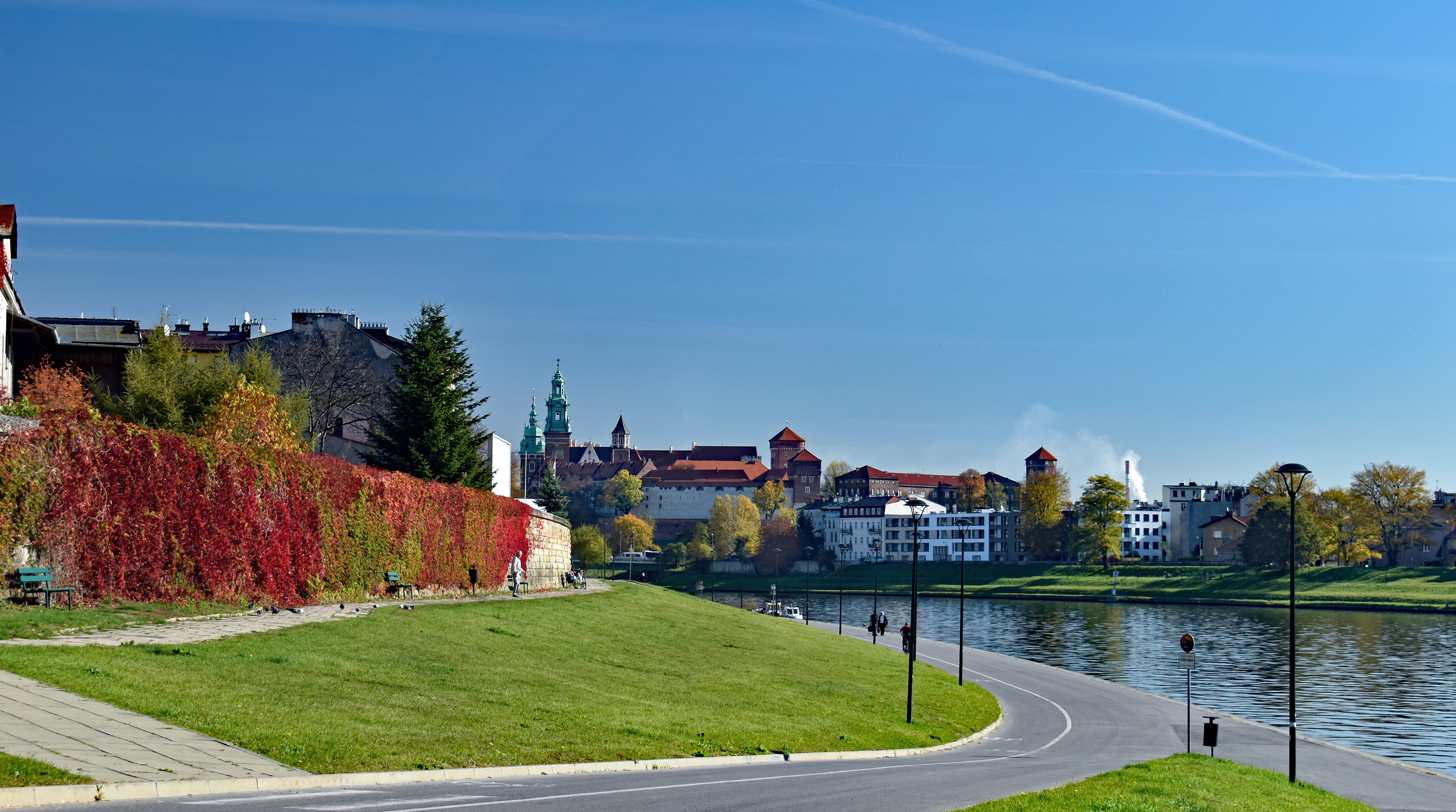
Bulwar Rodła widziany ze wschodu, od ul. Flisackiej

Bulwar rozciąga się między ujściem Rudawy, a mostem Dębnickim w dzielnicy Zwierzyniec. Znajdują się przy nim przystanie klubów sportowych: AZS-AWF oraz Nadwiślan.
Bulwar jest w większości trawiasty, łagodnie nachylony ku Wiśle, oddzielony od wyższego poziomu miasta stylowym murem przeciwpowodziowym zbudowanym w latach 1905–1909. Wzdłuż bulwaru, nad samą rzeką prowadzi alejka spacerowa.

#### Bulwar Czerwieński

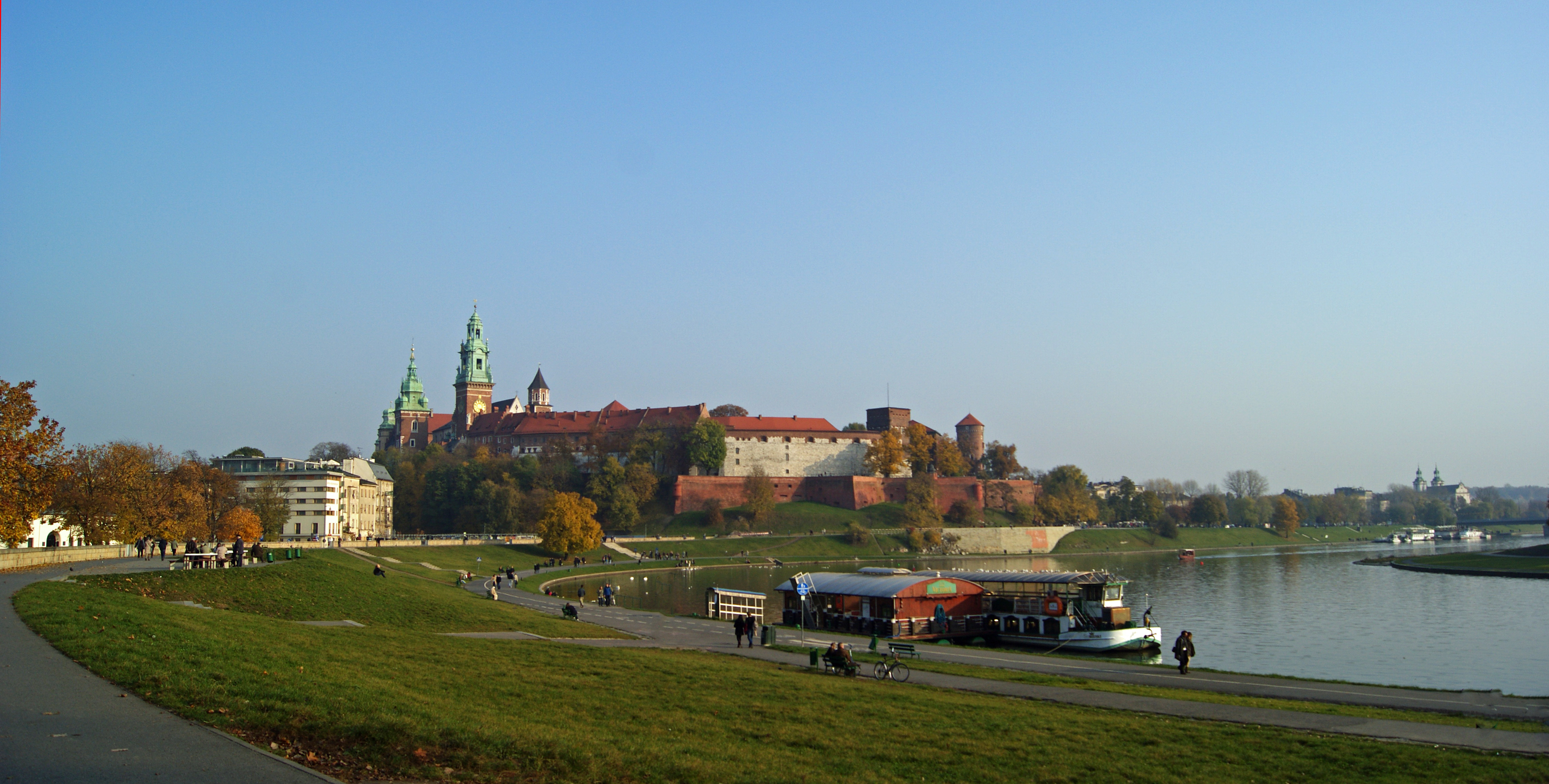
Bulwar Czerwieński od mostu Dębnickiego po most Grunwaldzki

Rozciąga się nad zakolem Wisły pod Wawelem między mostami Dębnickim a Grunwaldzkim w dzielnicy Stare Miasto. Stoją na nim trzy pomniki
autorstwa Bronisława Chromego, w tym Smoka Wawelskiego i psa Dżoka. Od 2008 znajduje się na nim aleja gwiazd. Nabrzeże jest miejscem cumowania barek restauracyjnych.
W jego miejscu niegdyś rozciągała się położona u stóp Wawelu dzielnica Rybaki, gdzie znajdowały się browary i domki rybaków. Wzmiankowana w 1644 roku jurydyka Rybaki-Podzamcze została zniesiona w roku 1801. Pamiątką po niej była brukowana ulica Rybaki, biegnąca po południowo-zachodniej stronie Wawelu. W XVIII i XIX wieku stały w tym rejonie otoczone ogrodami liczne murowane i drewniane domki oraz dworki z charakterystycznymi łamanymi dachami polskimi, nadające okolicy podmiejsko-wiejski charakter. Jeden z takich dworków stał przy prowadzącej ku Skałce drodze nad Wisłą. Zabudowa ta zaczęła znikać w XIX wieku, w związku z prowadzonymi w Krakowie pracami upiększającymi, ale ostatnie tego typu obiekty, jak dworek Zielińskich (ówczesna ul. Rybaki nr 4), zostały rozebrane dopiero około roku 1914. Przestała istnieć również ulica Rybaki, dając miejsce przyszłym bulwarom. Obecna ulica Rybaki biegnie wzdłuż bulwaru Inflanckiego, około kilometra dalej w dół rzeki, między ulicami Hieronima Wietora a Krakowską.
Odbywają się na nim imprezy cykliczne i okolicznościowe. Wraz z bulwarem Poleskim (znajdującym się po przeciwnej stronie Wisły) stanowi scenę lub (w zależności od roku) widownię corocznego widowiska – Wianków.
Bulwar ten, poprzecinany licznymi alejkami spacerowymi, w większości stanowi obszar trawiasty, łagodnie schodzący ku Wiśle.

#### Bulwar Inflancki

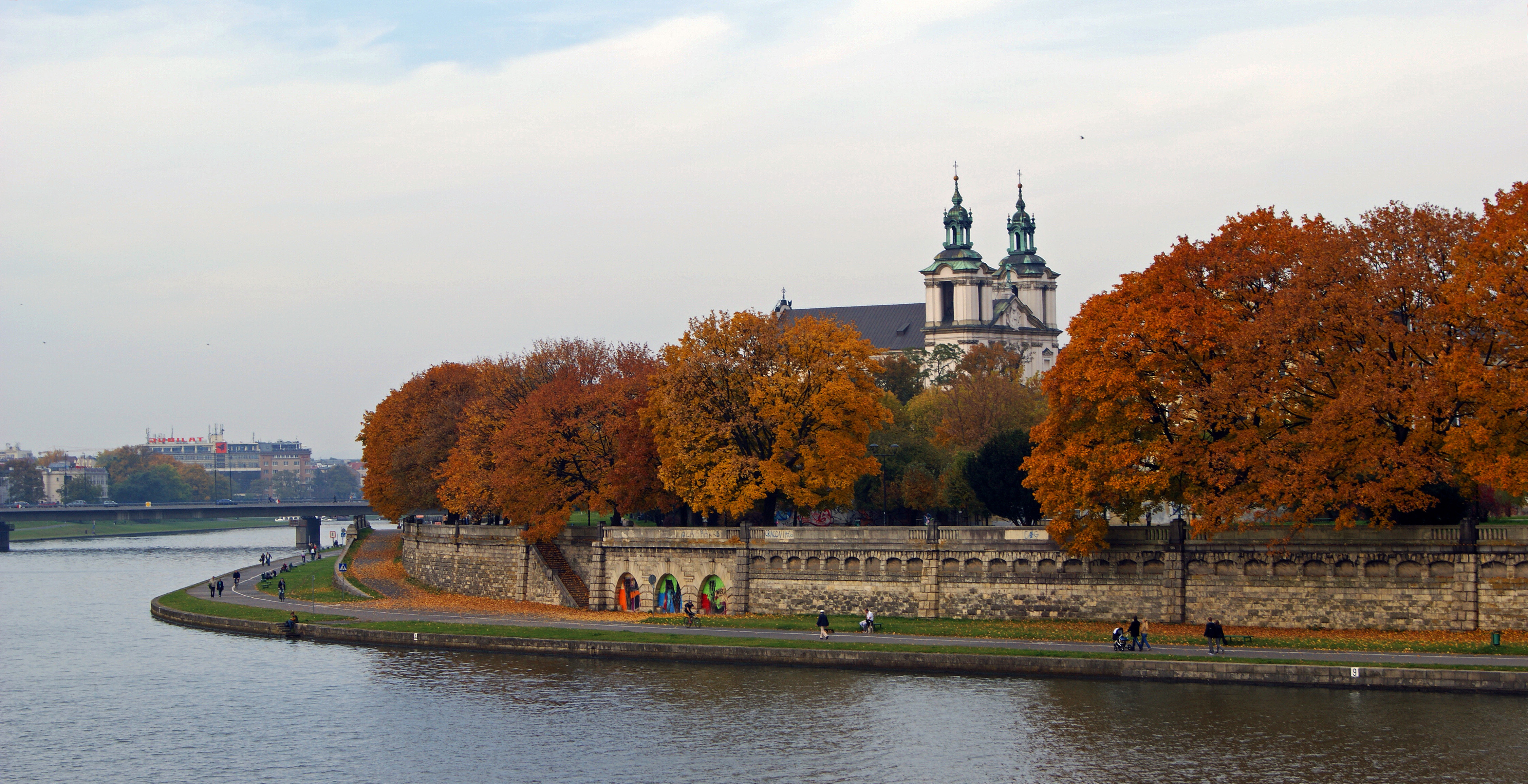
Bulwar Inflancki widziany z mostu Retmańskiego

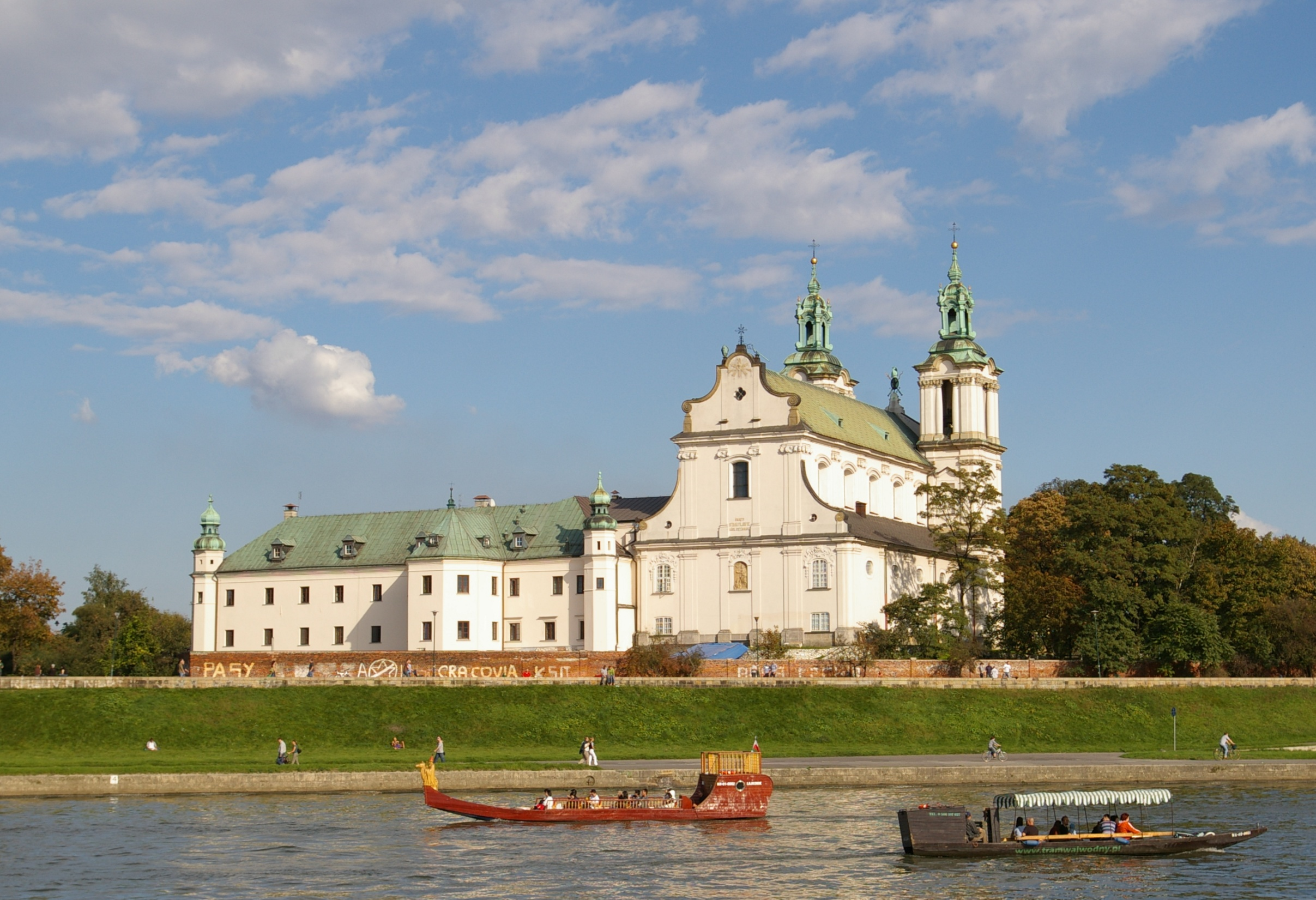
Kościół na Skałce i tramwaje wodne na Wiśle

Rozciąga się między mostami Grunwaldzkim a Józefa Piłsudskiego w dzielnicy Stare Miasto. W tym miejscu nad brzegiem Wisły znajduje się kościół na Skałce.
Na przedłużeniu ulicy Skawińskiej znajdował się drewniany most Skawiński, wiodący w stronę Skawiny i Myślenic. Został spalony w 1657 przez opuszczających miasto po „potopie” Szwedów (wraz z innymi krakowskimi mostami). Zastąpiła go przeprawa promowa, która została wkrótce zlikwidowana (z powodu niewielu użytkowników).
Bulwar ten, poprzecinany alejkami spacerowymi, w większości stanowi obszar trawiasty. W północnej części opada łagodnie, a w południowej część górną od dolnej rozdziela stylowy mur zbudowany w latach 1905–1909.
W kwietniu 2009 uruchomiona została zakotwiczona na bulwarze Inflanckim platforma widokowa unoszona przez balon 150 metrów nad ziemią. Była to pierwsza taka platforma w Polsce. Rozciągał się z niej widok zarówno na Kazimierz jak i na Stare Miasto z Wawelem, a przy dobrej widoczności dostrzec można było nawet Tatry. Loty odbywały się do stycznia 2010, po czym nastąpiło trwające półtora roku przenoszenie platformy na drugą stronę rzeki (na bulwar Wołyński).

#### Bulwar Kurlandzki

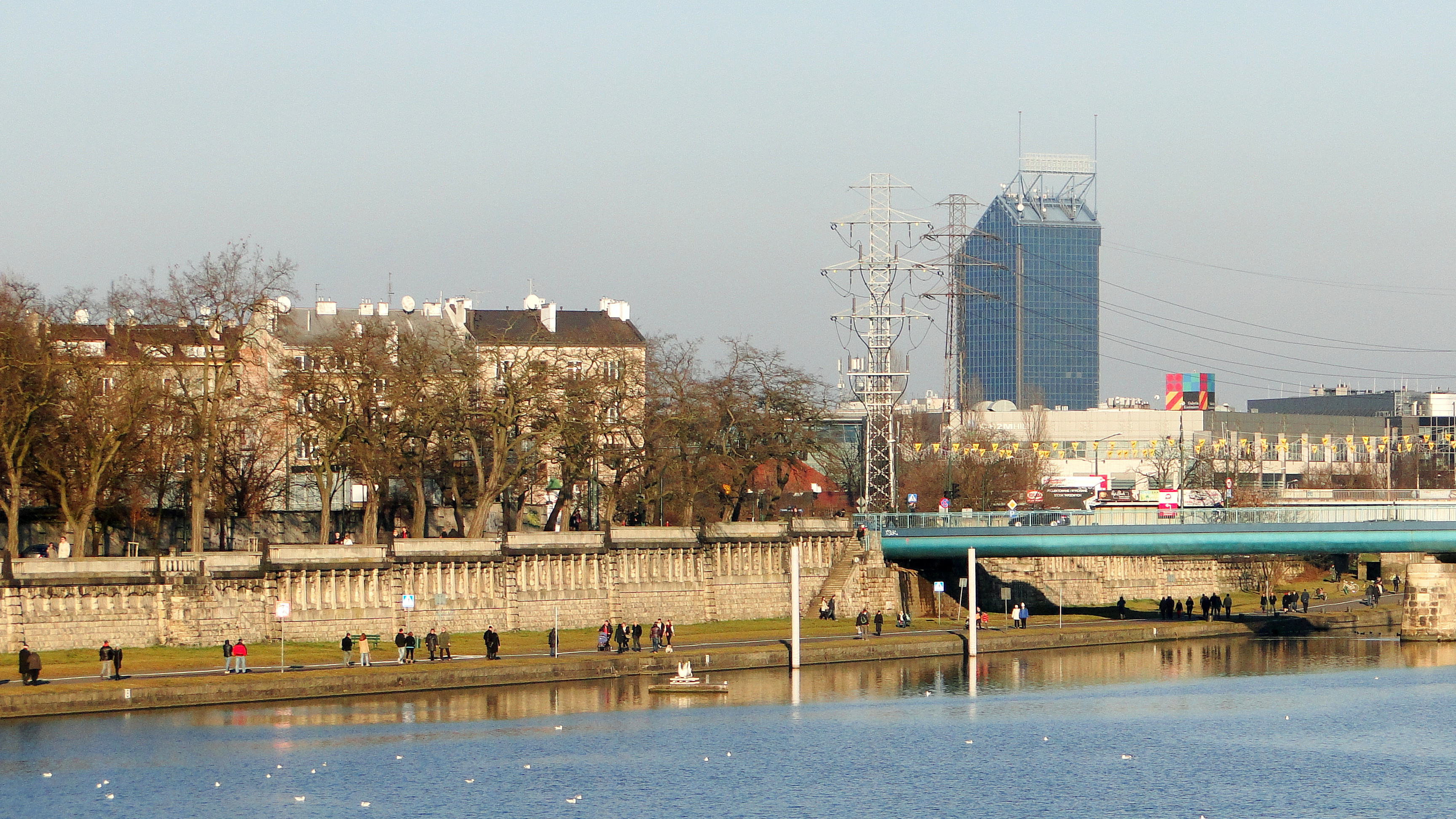
Bulwar Kurlandzki, widoczna Galeria Kazimierz, most Powstańców Śląskich i Cracovia Business Center

Rozciąga się między mostami Józefa Piłsudskiego a mostem kolejowym w Zabłociu w dzielnicy Stare Miasto. Znajduje się przy nim most Powstańców Śląskich. Nabrzeże jest miejscem cumowania barek.
Na całej długości bulwar podzielony jest stylowym murem zbudowanym w latach 1905–1909, z łączeniami w postaci schodów i zjazdów.
Przy tym bulwarze do 1925 stał most Podgórski, łączący go z bulwarem Podolskim. Świadczą o tym do dziś pozostawione przyczółki po obu stronach rzeki. Obecnie znajduje się w tym miejscu pieszo-rowerowa kładka Ojca Bernatka.

### Brzeg prawy

#### Bulwar Tyniecki
Rozciąga się od okolicy początku ulicy Szwedzkiej do Mostu Dębnickiego, w dzielnicy Dębniki. Bulwar jest w większości trawiasty.

#### Bulwar Poleski

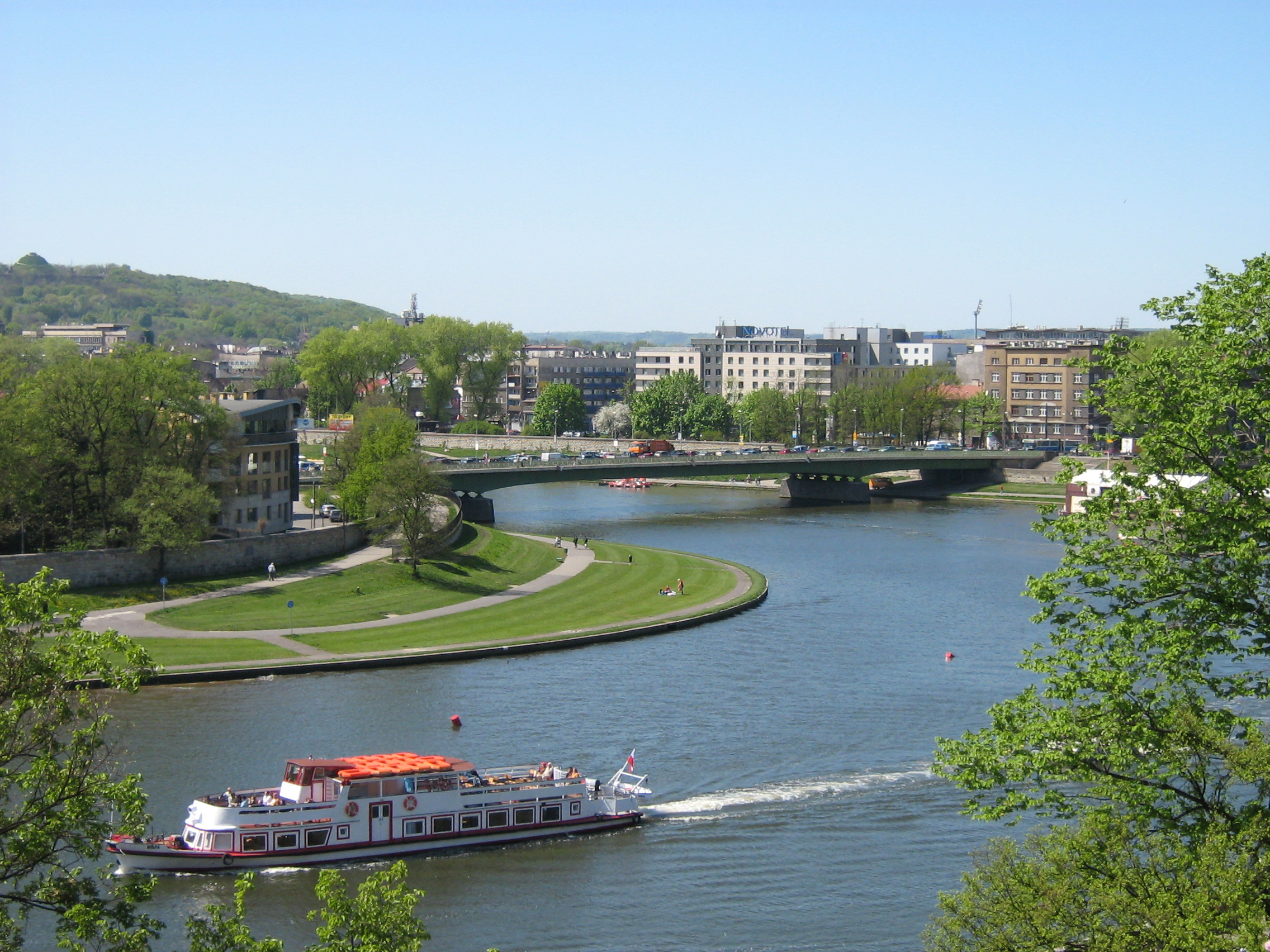
Zakole Wisły z bulwarem Poleskim

Rozciąga się między mostami Dębnickim a Grunwaldzkim w dzielnicy Dębniki. W jego pobliżu znajduje się Muzeum Sztuki i Techniki Japońskiej „Manggha”. Wraz z przeciwległym bulwarem Czerwieńskim bulwar ten stanowi, w zależności od roku, scenę lub widownię Wianków.
Bulwar jest w większości trawiasty, łagodnie nachylony ku Wiśle, oddzielony od wyższego poziomu miasta stylowym murem zbudowanym w latach 1905–1909. Wzdłuż bulwaru prowadzą alejki spacerowe.
Przy bulwarze tym, pod wpływem procesu akumulacji rzecznej, tworzy się jedyna w Krakowie piaszczysta plaża, która jednak ze względu na zanieczyszczenie wody nie ma zastosowania rekreacyjnego. Piasek w tym miejscu jest regularnie usuwany z uregulowanego koryta rzeki przy pomocy pogłębiarek.
W okolicy dzisiejszej ul. Zamkowej do lat czterdziestych XX wieku linia brzegowa silniej wcinała się w głąb rzeki. Na istniejącym wówczas cyplu, w latach 1891–1938, stała willa Rożnowskich (budynek o charakterystycznym zamkowym wyglądzie).

#### Bulwar Wołyński

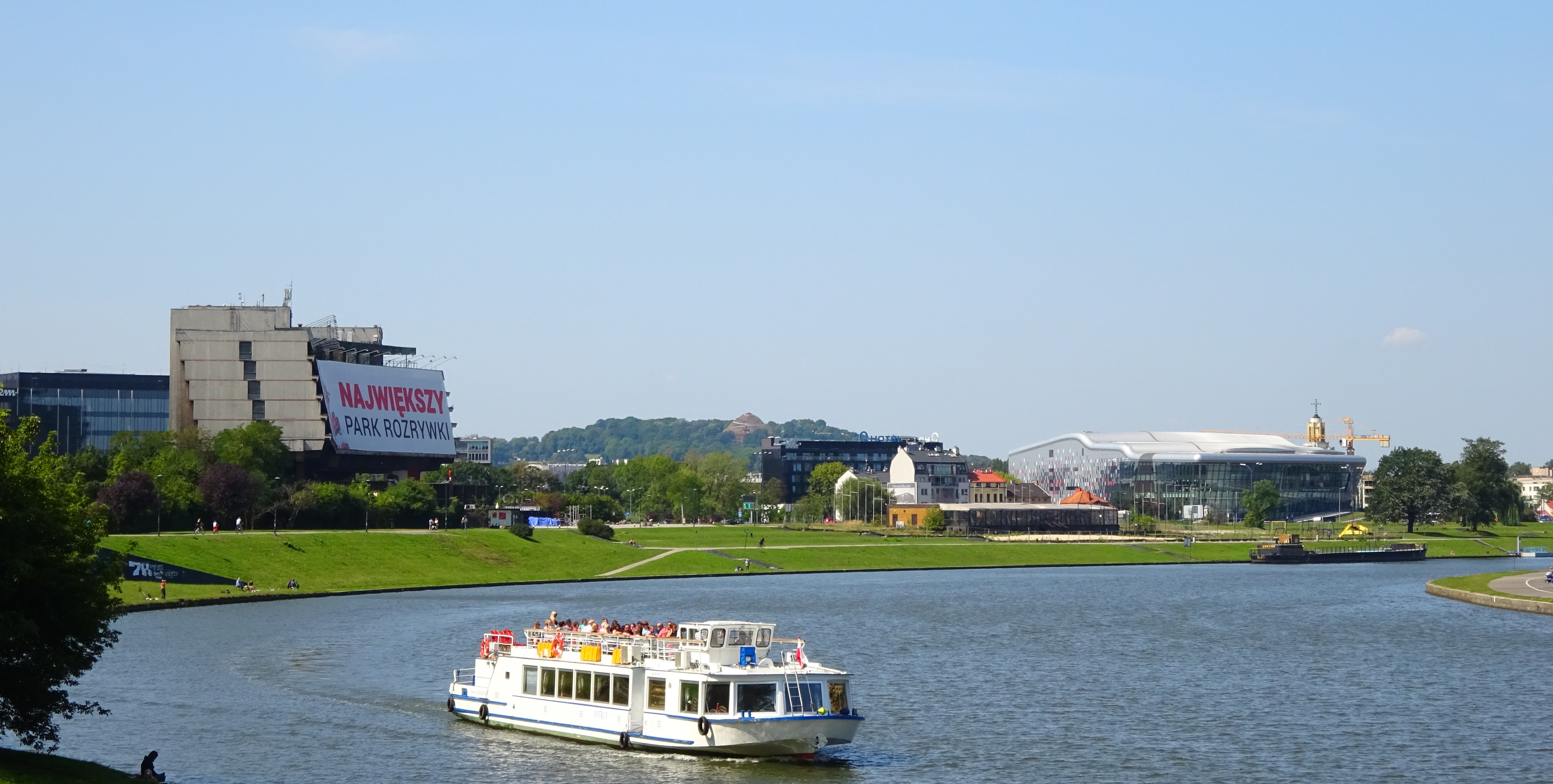
Bulwar Wołyński z widokiem na hotel Forum, Centrum Kongresowe, nową zabudowę Ludwinowa, a w oddali kopiec Kościuszki

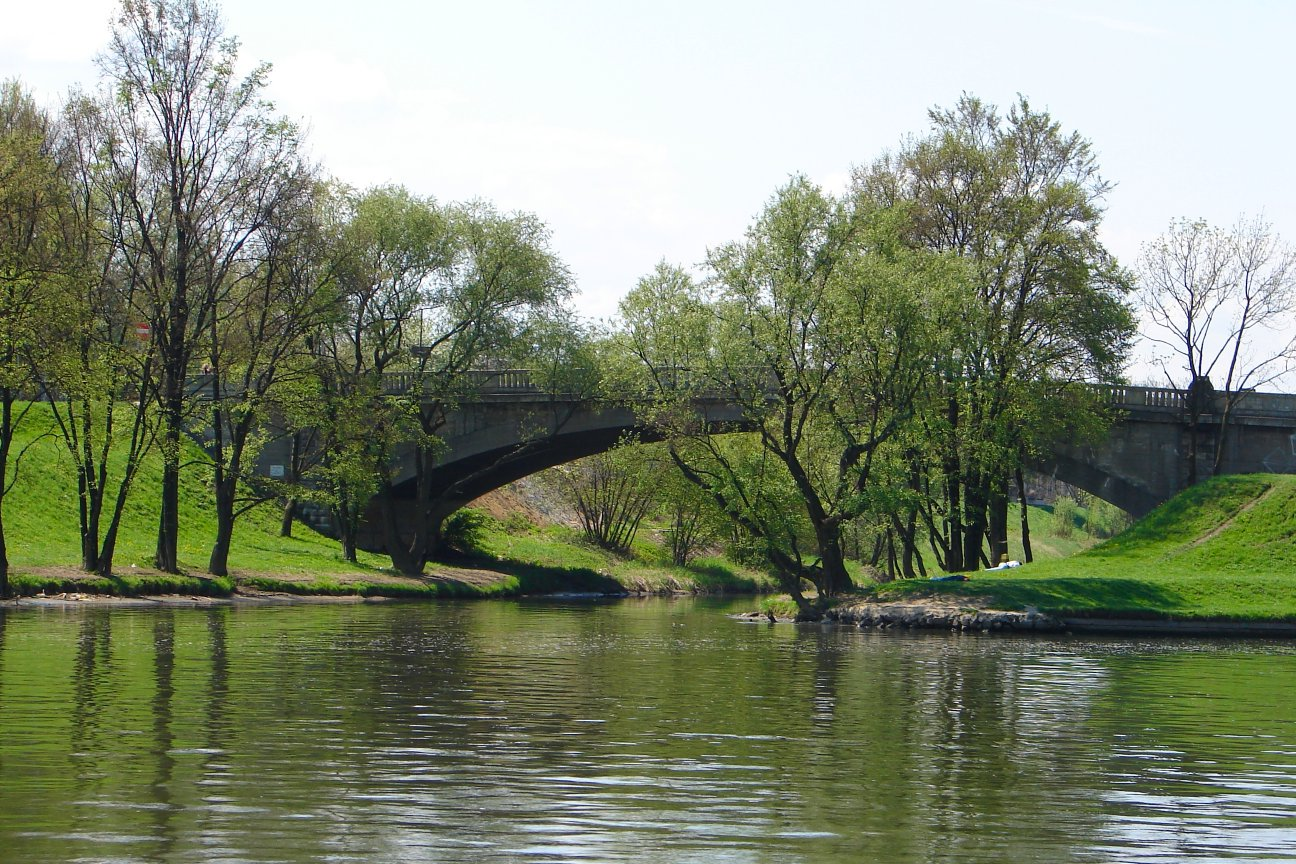
Ujście Wilgi do Wisły i most Retmański, łączący bulwar Podolski z bulwarem Wołyńskim

Znajduje się między mostem Grunwaldzkim a ujściem Wilgi w dzielnicy Podgórze. Ujście Wilgi tworzy malowniczy cypelek, połączony mostem Retmańskim z sąsiednim bulwarem Podolskim. Przy bulwarze Wołyńskim znajduje się charakterystyczna bryła dawnego hotelu Forum (później Sofitel).
Bulwar ten, poprzecinany licznymi alejkami spacerowymi, w większości stanowi obszar trawiasty, łagodnie schodzący ku rzece.
Co roku od kilku lat pod hotelem Forum na tych bulwarach na przełomie kwietnia i maja stacjonuje lunapark z Holandii, oferujący wiele atrakcji dzieciom, młodzieży i dorosłym, w tym „Project 1” czyli wielkie wahadło, młot „Extrem”, karuzelę break dance, autodrom.
Na bulwar ten w lipcu 2011 przeniesiono balonową platformę widokową z bulwaru Inflanckiego.

#### Bulwar Podolski

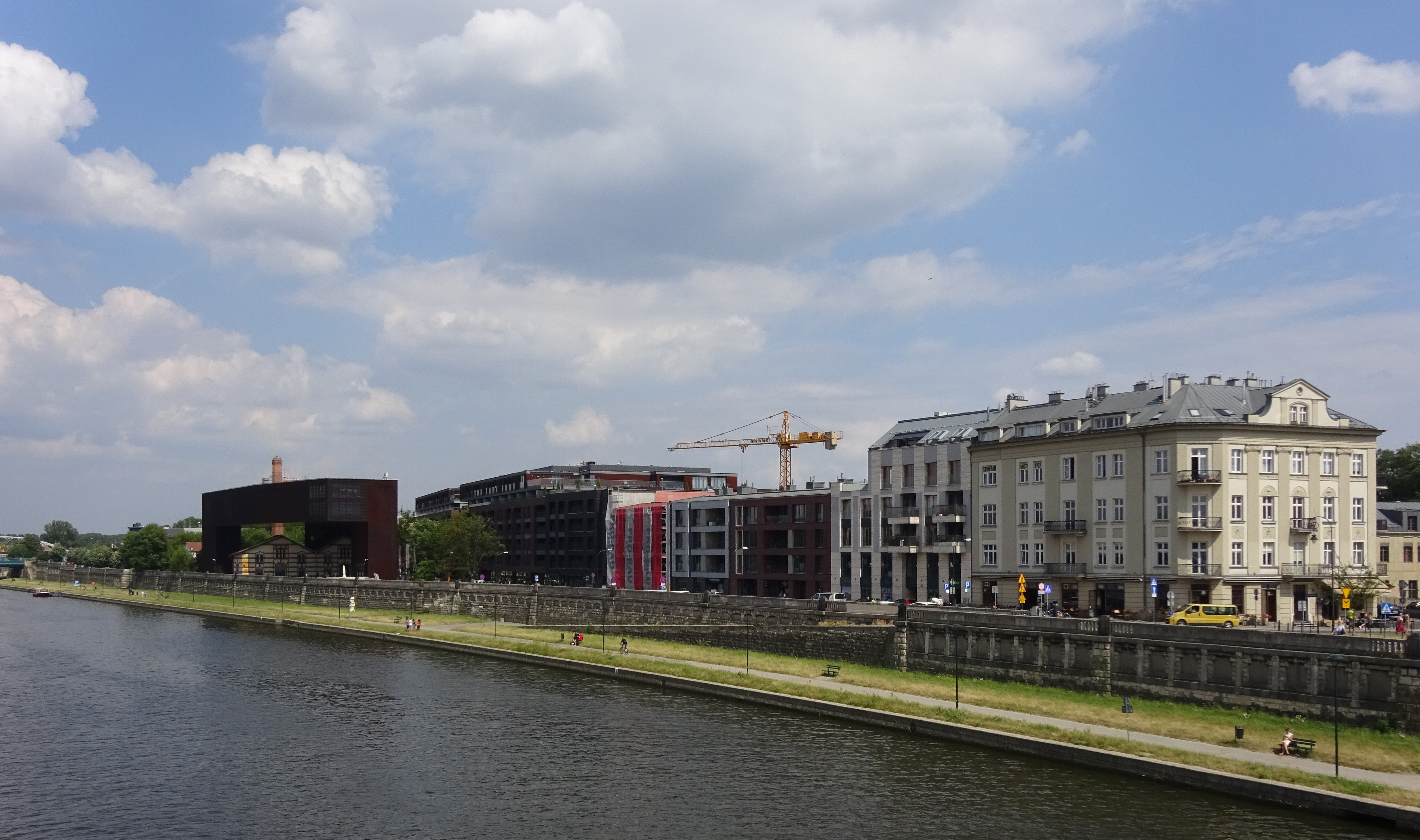
Bulwar Podolski widziany z Kładki Ojca Bernatka. Z lewej strony zdjęcia, na dalszym planie widoczna Cricoteka

Rozciąga się między ujściem Wilgi i zlokalizowanym nad nią Mostem Retmańskim a mostem kolejowym w Zabłociu w dzielnicy Podgórze. Znajdują się przy nim mosty Józefa Piłsudskiego i Powstańców Śląskich.
Przy tym bulwarze do roku 1925 stał most Podgórski, łączący go z bulwarem Kurlandzkim. Świadczą o tym do dziś pozostawione przyczółki po obu stronach rzeki. Obecnie znajduje się w tym miejscu pieszo-rowerowa kładka Ojca Bernatka.
W tym miejscu zlokalizowany był port solny – ważne miejsce w historii krakowskiego, a wcześniej podgórskiego, przemysłu.
Bezpośrednio przy bulwarze tym znajdują się następujące budynki:
- kamienica Aleksandrowiczów – zabytkowy budynek dominujący w panoramie Podgórza widzianej z przeciwległego brzegu Wisły
- elektrownia podgórska – leżąca na trasie Krakowskiego Szlaku Techniki elektrownia komunalna miasta Podgórze, wybudowana w latach 1899–1900. Obecnie dawne budynki elektrowni podgórskiej otoczone są „Cricoteką” (kompleksem muzealnym Tadeusza Kantora).

#### Bulwar Lotników Alianckich

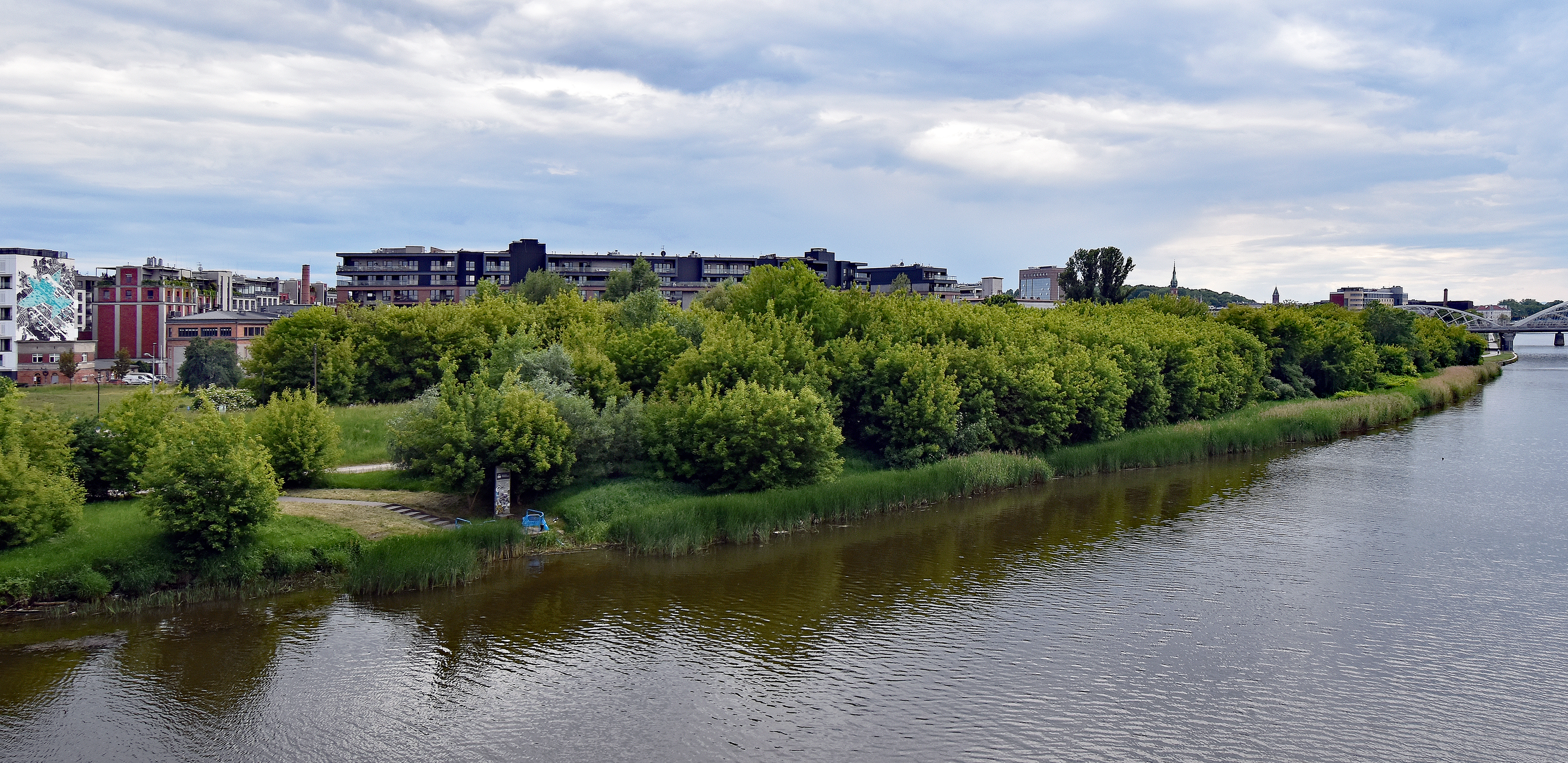
Bulwar Lotników Alianckich na Zabłociu widziany z mostu Kotlarskiego. Za nim Park Stacja Wisła.

W 2014 Rada Miasta podjęła uchwałę o nadaniu wiślanemu bulwarowi położonemu na prawym brzegu Wisły, między mostem kolejowym na linii średnicowej a mostem Kotlarskim, imienia Lotników Alianckich. Przychylono się tym do prośby szeregu instytucji i osób promujących historię lotnictwa – między innymi Krakowskiego Klubu Seniorów Lotnictwa, Stowarzyszenia Seniorów Lotnictwa Wojskowego RP, Muzeum Lotnictwa Polskiego w Krakowie, rad dzielnic III Prądnik Czerwony, XIII Podgórze i XIV Czyżyny oraz Stowarzyszenia PODGORZE.PL. Upamiętniono w ten sposób lotników dostarczających broń i zaopatrzenie walczącej Warszawie. W nocy z 16 na 17 sierpnia 1944 samolot Consolidated B-24 Liberator został uszkodzony przez Niemców na północ od Krakowa, zestrzelony nad miastem i rozbił się na Zabłociu w pobliżu mostu kolejowego. Maszyna wracała ze zrzutu na placówce „Nida” 28 km od Piotrkowa Trybunalskiego. Z 6-osobowej załogi uratował się tylko jeden lotnik, który wyskoczył ze spadochronem jeszcze przed Krakowem i został uratowany przez polskich partyzantów. Na bulwarze w przyszłości ma stanąć pomnik upamiętniający lotników alianckich poległych nad Małopolską. W grudniu 2018 roku na bulwarze u wylotu ul. Przemysłowej stanął pamiątkowy głaz. Pamiątkowa tablica znajduje się na ścianie budynku Fabryki Schindlera przy ul. Lipowej 4..